# オスマン・東ローマ戦争
オスマン・東ローマ戦争（オスマン・ひがしローマせんそう、英: Byzantine–Ottoman Wars）は、オスマン帝国と東ローマ帝国との間で行われた戦争である。最終的にオスマン帝国が勝利し、古代から続いたローマ帝国は完全に滅亡した。

## 歴史

### 初期
部族長オスマン1世は13世紀末に、遊牧民族を引き連れてアナトリアへ姿を現し、周辺のトルコ人の小国家やキリスト教徒と戦い、14世紀初頭ごろにオスマン君侯国を設立した。アンドロニコス2世パレオロゴスはカタルーニャ傭兵団を雇ってオスマン軍を打ち破った。だが資金不足で賃金を支払うことができなかったため、傭兵団はアナトリア各地を略奪し始めた。そのためアンドロニコスの長男ミカエルは傭兵団のリーダーのロジェ・ド・フロールを暗殺した。
これに激怒した傭兵団はコンスタンティノープル周辺を荒らし、さらにアテネ公国軍を打ち負かしてアテネをアラゴン王国に謙譲してしまった。傭兵団との戦いと、その後のアンドロニコス2世パレオロゴスとアンドロニコス3世パレオロゴスの帝位継承の内戦で東ローマ帝国は荒れ果ててしまった。

### 1326年 - 1337年
オスマン1世の後を継いだオルハンはサカリヤ川を越えて東ローマ領へと進出し、1326年にブルサを奪い取った。1329年にはペレカノンの戦いで東ローマ軍を破り、1331年にニカイアを、1337年にはニコメディアを征服した。さらに周辺のトルコ侯国を併合していき、オスマン君侯国は他の勢力に比べ頭ひとつ抜き出た存在になっていった。

### 東ローマ内戦
1352年には東ローマ帝国の内乱に介入、ヨハネス6世カンタクゼノスの援軍としてトラキアに出兵し、ヨハネス5世パレオロゴスの軍勢を打ち破った。同年ガリポリを征服した（ガリポリ陥落）。

### ムラト1世、バヤズィト1世の時代
オルハンの跡を継いだムラト1世は、1362年にエディルネ（アドリアノープル）を征服してここを首都にした。さらにムラト1世はブルガリアやセルビアの諸侯を降伏させてオスマン軍に組み入れていった。その強大化した軍勢によって、1391年に東ローマ帝国の都市テッサロニキを獲得した。
以後東ローマ帝国はオスマン家の家臣のように扱われ、ムラト1世の跡を継いだバヤズィト1世は臣従させた東ローマ、ブルガリア、セルビアの諸軍を引き連れてアナトリアのサルハン、アイドゥン、メンテシェの諸侯国を征服した。1395年にはコンスタンティノープルの包囲を行っている。1396年には西欧からやってきた十字軍をニコポリスの戦いで打ち破った。
バヤズィトは東ローマに止めを刺すべくコンスタンティノープルを攻撃し続けたが、1402年に東からやってきたティムールにアンカラの戦いで敗れ、オスマン帝国は一時解体を余儀なくされた（空位時代）。

### 東ローマ帝国の滅亡
滅亡するかに思われたオスマン帝国は、15世紀に入りメフメト1世によって再統一され、ムラト2世によって再建された。ムラト2世は東ローマ帝国が後援していた偽ムスタファを打ち負かして後継者争いに勝利し、さらに東ローマ帝国を再び臣従させた。さらにブルガリア、セルビア、アルバニアといったバルカン諸国を攻略していった。
この頃になると、もはや東ローマ帝国はコンスタンティノープルとペロポネソス半島を領有するだけの小国に成り下がっていた。1430年代には、バーゼル公会議やフィレンツェ公会議でカトリック教会と東方正教会の東西合同も検討されたが、様々な事情で紛糾し、まとまることは無かった。
マヌエル2世パレオロゴス（在位：1391年 - 1425年）は西欧諸国を訪問し、その息子ヨハネス8世パレオロゴス（在位：1425年 - 1448年）はフィレンツェ公会議にも出席して、援軍派遣を要請したが西欧諸国の反応は冷淡で、誰も応じる者がいなかった。
1451年に即位したメフメト2世はコンスタンティノープルを包囲して1453年5月29日に攻め落とし、最後の皇帝コンスタンティノス11世ドラガセス（在位：1449年 - 1453年）も戦闘中に行方不明（事実上の戦死）。『イスタンブール』と改称したうえでエディルネから遷都し帝国の首都とした。
1456年にローマ教皇カリストゥス3世が十字軍結成を呼び掛けたが、実施されることは無かった。1460年に東ローマ帝国の地方政権であったモレアス専制公領を、1461年にはトレビゾンド帝国を征服。地方からの捲土重来の望みも潰え、東ローマ帝国は完全に滅亡した。西ローマ帝国滅亡に1000年ほど遅れてのことで、古代ローマ帝国の系譜も途絶えた。
なお、東ローマ帝国末期にはパレオロゴス朝ルネサンスが開花し、フィレンツェ公会議への出席や帝国滅亡に伴って、イタリア方面を中心に流出し、西欧のルネサンスに多大な文化的な影響を与えた。